# Сандерсвил (Мисисипи)
Сандерсвил (енгл. Sandersville) град је у америчкој савезној држави Мисисипи.

## Демографија
По попису из 2010. године број становника је 731, што је 58 (-7,4%) становника мање него 2000. године.
| Група             | 2000.       | 2010.       |
| Белци             | 726 (92,0%) | 672 (91,9%) |
| Афроамериканци    | 54 (6,8%)   | 44 (6,0%)   |
| Азијати           | 0 (0,0%)    | 4 (0,5%)    |
| Хиспаноамериканци | 1 (0,1%)    | 6 (0,8%)    |
| Укупно            | 789         | 731         |